# ヴィエルゾン
ヴィエルゾン （Vierzon）は、フランス、サントル＝ヴァル・ド・ロワール地域圏、シェール県のコミューン。

## 地理
鉄道駅ヴィエルゾン＝ヴィユ駅の存在が知られる。また、コミューンはソローニュの森に近接している。ヴィエルゾンは、イエーヴル川やシェール川など5つの河川の交差路にあり、ベリー運河が横切る。ベリー地方とソローニュ地方の境界にあたるコミューンである。
現在、A71、A20、A80がコミューン内を通る道路のジャンクションになっており、パリ＝トゥールーズ間、ナント＝リヨン間の鉄道ハブ駅でもある。

## 歴史

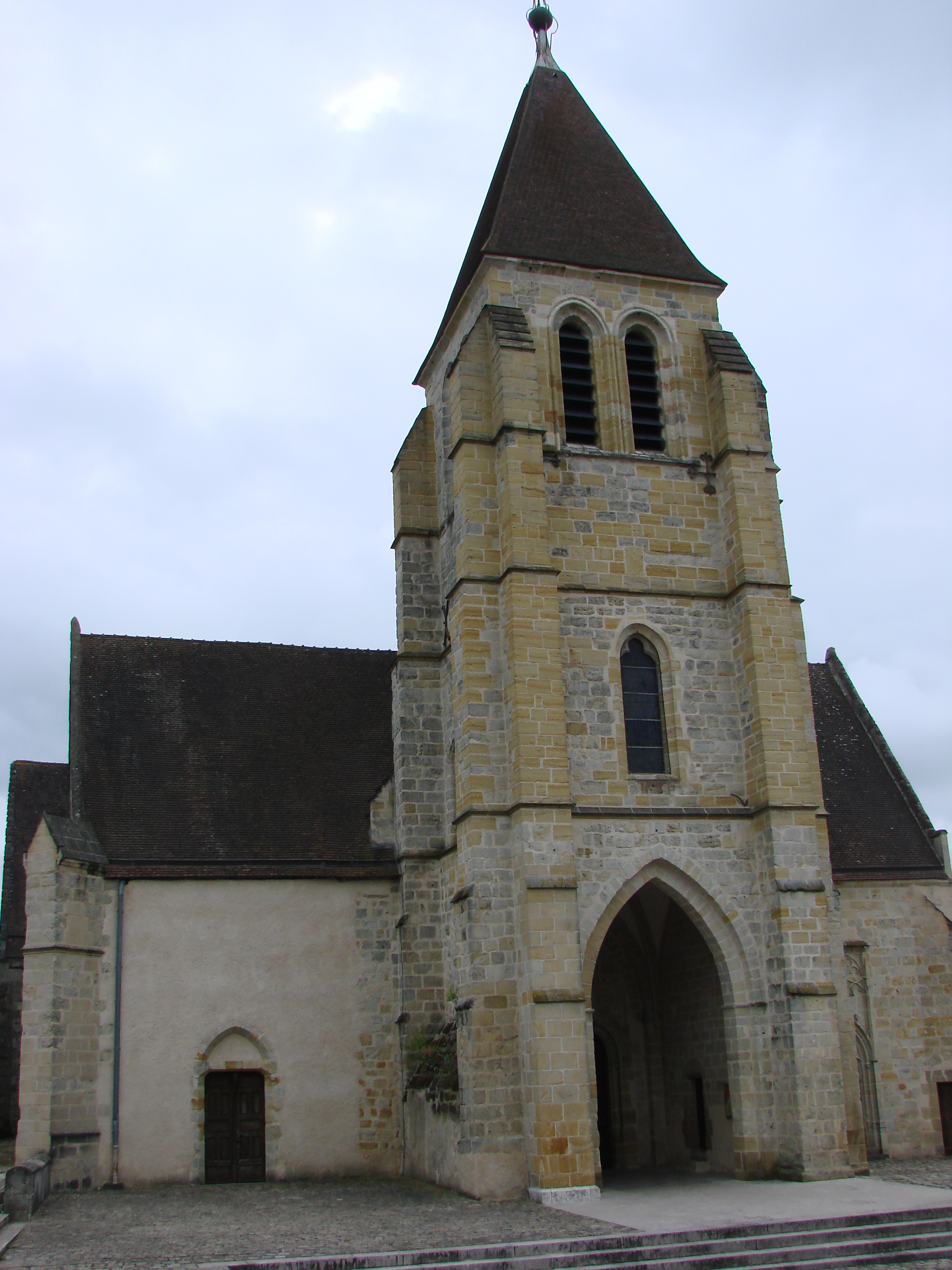
ノートルダム教会

シェール川南部のベヨンという先史時代の遺跡から、燧石を作る工房が見つかっている。ヴィエルゾンは、カエサルがアウァリクム（現在のブールジュ）を包囲した際、ウェルキンゲトリクスが破壊した20都市の1つであるとみなされている。ローマによるガリア征服後、ガロ＝ローマ時代にはオッピドゥムが置かれたとみられる。メロヴィング朝時代には城が築かれていた。
ベリー住民の伝承によると、現在のコミューン庁舎の場所に926年、ベネディクト会派の修道院が建てられたと伝えられている。903年にノルマン人による襲撃を受けたサン＝ジョルジュ＝シュル＝ラ＝プリの修道士たちが移ってきたのだった。彼らは聖ペルペテュ（fr、3世紀にカルタゴで殉教）の聖遺物をヴィエルゾンへ移した。聖遺物は1807年にノートルダム・ド・ヴィエルゾン教会へ移され、現在に至っている。1632年、ヴィエルゾンはペスト流行に苦しんだ。住民は聖ペルペテュを特別な守護者としてとりなしを願い、聖遺物箱を担いで礼拝行進を行い、神が住民をこの悲劇的状況から救ったあかつきには、銀製の聖遺物箱を率先して奉納すると祈った。すると、たちまち疫病はやんだという。この時から聖ペルペテュはヴィエルゾンの守護聖人となった。
10世紀、ノルマン人たちがヴィエルゾンに自分たちのモット・アンド・ベーリーを築いた。彼らがヴィエルゾン領主となり、町は城の西側城壁において成長していった。
リチャード獅子心王やエドワード黒太子の時代、イングランド軍がヴィエルゾンの町を燃やし、城を奪った。1370年にベルトラン・デュ・ゲクランはイングランド軍を敗走させ、ヴィエルゾンはフランス王国に復帰した。町はジャンヌ・ダルク軍の補給基地にもされた。
ユグノー戦争においては、カトリック同盟に属しながらヴィエルゾンは被害を受けた。1789年のフランス革命でヴィエルゾンは衝撃を受けなかった。
第二次世界大戦中の1939年から1945年まで、ヴィエルゾンには境界線が引かれ、南半分はヴィシー政権下に、北半分はドイツ占領下に分断された。1944年7月、ヴィエルゾンは市街の7割が空襲で破壊された。
1937年に共産主義者であるジョルジュ・ルソーが市長に当選して以来、左派傾向の強いコミューンとなっている。ヴィシー政権下にあった1941年には、政権に忠実な人物で構成される議会に替えられていた。解放後の1945年の地方選挙では、共産党や労働組合系の当選者が半数を超えた。

## 経済
伝統的に工業の町で、金属化工業や化学工業が行われる。またコミューンの規模と比較しても、鉄道のハブ駅を抱えるために鉄道の存在が大きい。コミューン北部には商業区域がある。

## 出身者
- フェリックス・ピア（1810-1889） - ジャーナリスト。パリ・コミューンの人物の一人。
- エドゥアール・ヴァイヤール（1840-1915） - 19世紀を代表する社会主義の政治家。パリ・コミューンで議員を務めた人物。
- パトリック・レイナル（1926-2010） - コメディアン・歌手。

## 姉妹都市
- バルセロス、ポルトガル
- ビッタースフェルト、ドイツ
- レンズブルク、ドイツ
- デヴェリ、トルコ
- 東西湖区、中国
- アル・ジャジーダ、モロッコ
- ヘリフォード、イギリス
- カハレ、レバノン
- カミェンナ・グラ、ポーランド
- ミランダ・デ・エブロ、スペイン
- シグ、アルジェリア
- ロンヴォー、フランス
- ウィッテルスアイム、フランス